# Tetramorium fulviceps
Tetramorium fulviceps är en myrart som först beskrevs av Carlo Emery 1897.  Tetramorium fulviceps ingår i släktet Tetramorium och familjen myror. Inga underarter finns listade i Catalogue of Life.